# Alena horstaspoecki
Alena horstaspoecki är en halssländeart som beskrevs av U. Aspöck och Contreras-ramos 2004. Alena horstaspoecki ingår i släktet Alena och familjen ormhalssländor. Inga underarter finns listade i Catalogue of Life.